# アンカル
『アンカル』（仏: L'Incal）は、原作：アレハンドロ・ホドロフスキー、作画：メビウスによるフランスのバンド・デシネ（漫画）作品。

## 出版
第一巻がフランスで1981年に発売。ストーリーは5部構成で1988年に完結した。
日本では、講談社が1986年に『謎の生命体アンカル』という邦訳タイトルで第1巻を発売、しかし続刊は発売されなかった。
2010年に小学館集英社プロダクションが完訳版を発売した。無事本編全てが邦訳された。
アレハンドロ・ホドロフスキー原作、フアン・ヒメネス作画による外伝、『メタ･バロンの一族』がある。

## ストーリー
R級ライセンスを持つしがない私立探偵ジョン・ディフールは、ささいな事から謎の生命体「アンカル」を手に入れる。アンカルをめぐって、政府、ゲリラ組織、異星人など様々な人間たちの思惑が交錯し、ジョンは宇宙抗争に巻き込まれていく。

## 登場人物
ジョン・ディフール
R級ライセンスを持つ私立探偵。アンカルを手にした事で、宇宙抗争に巻き込まれていく。
アニマ
ネズミの女王。ソリューンの母親。ジョンと恋に落ちる。
ディーポ
ジョンが飼っているペットの鳥。アンカルの影響で言葉がしゃべれるようになる。
メタ・バロン
殺し屋。宇宙一の賞金稼ぎ。アニマより幼きソリューンを預かり、ソリューンの育て親として彼を溺愛している。
ソリューン
アニマの息子。超能力者で両性具有者。
タナタ
アモクの女王。アニマとは姉妹の関係にある。
犬頭キル
タナタの事を「ママ」と呼び慕っている。

## 書籍情報
- 謎の生命体アンカル 第1巻（1986年4月発売、講談社） ISBN 978-4063025019
- L'INCAL アンカル（2010年12月発売、小学館集英社プロダクション） ISBN 978-4796870832
- メタ･バロンの一族 上巻（2012年6月発売、小学館集英社プロダクション） ISBN 978-4796871198
- メタ･バロンの一族 下巻（2012年9月発売、小学館集英社プロダクション） ISBN 978-4796871303